# Zupfidiophon
Ein Zupfidiophon (englisch plucked idiophone) ist nach der Hornbostel-Sachs-Systematik ein durch sein Material selbstklingendes Musikinstrument (Idiophon), das durch Anzupfen von einseitig befestigten Lamellen zum Klingen gebracht wird. Eine veraltete Bezeichnung ist Zupfzungenspiel.
Nach der Art der Schallverstärkung und der Anzahl der Lamellen werden zwei Kategorien unterschieden.

## Lamellophone
Instrumente mit mehreren Lamellen, die auf einem Brett oder Resonanzkasten befestigt sind, werden Lamellophone genannt. Jede Lamelle ergibt einen Ton. Sie wurden im subsaharanischen Afrika entwickelt und haben sich dort in einer großen Formenvielfalt verbreitet. Mit dem transatlantischen Sklavenhandel gelangten die afrikanische Musik und Lamellophone auch nach Südamerika. Ansonsten kommen mehrzungige Lamellophone außerhalb Afrikas traditionell nicht vor. 
Regional verbreitete Bauformen sind zum Beispiel die mbira dza vadzimu der Shona in Simbabwe, die kalimba in Malawi und Sambia, die likembe in Kongo und Angola und das marimbula in der Karibik. Die Lamellen bestehen bei den meisten Instrumenten aus Metall, daneben kommen zahlreiche Lamellophontypen mit Lamellen aus dem Blattstiel von Raphiapalmen und Bambus vor. Raphialamellen besitzt etwa das timbrh in Kamerun. 
Eine Schweizer Erfindung eines mechanischen Musikinstruments, das ebenfalls zu den Zupfidiophonen gehört und bei dem die Lamellen über eine sich drehende Walze angezupft werden, ist die Spieldose.

## Maultrommeln

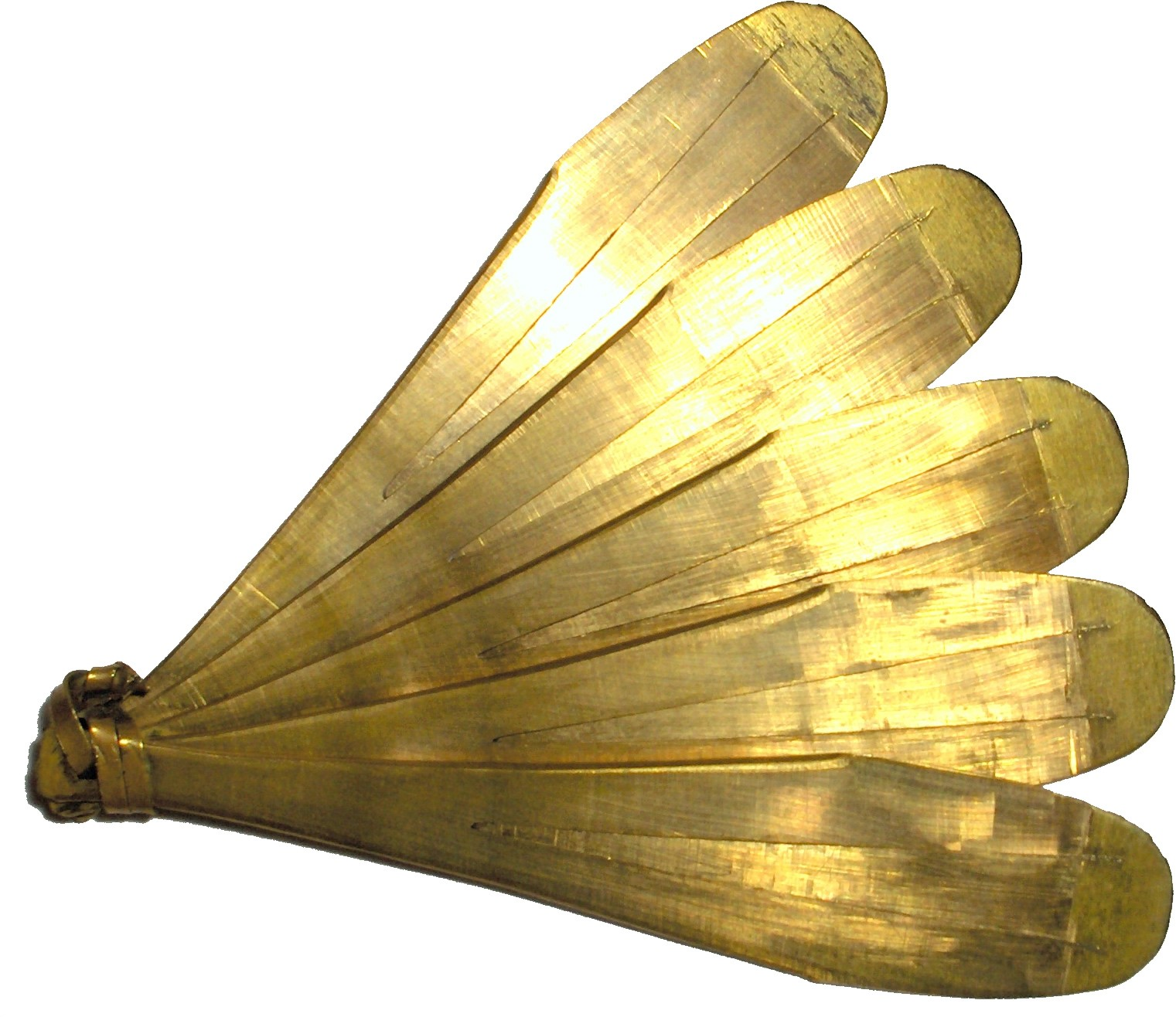
Eine chinesische kouxian. Die fünf einzelnen Lamellen ergeben gezupft je einen Ton

Maultrommeln (in Indien morsing, in Zentralasien qopuz, in Indonesien genggong) haben keinen Resonanzkörper, sondern meist nur eine Zunge, die innerhalb eines Rahmens oder Bügels schwingt. Der Spieler nimmt die Maultrommel in seinen geöffneten Mund und drückt sie gegen die Zähne oder fixiert sie mit den Lippen, wobei er den Mundraum zur Schallverstärkung und Klangmodulation in seiner Form und Größe verändert.  
Susap heißt ein in der Musik Neuguineas weit verbreitetes mundverstärktes Zupfidiophon aus Bambus. Die chinesische kouxian ist mit fünf Lamellen, aber ohne Rahmen eine Sonderform, die wegen ihrer Schallverstärkung durch die Mundhöhle ebenfalls zu den Maultrommeln zählt.